# Анисимов, Сергей Михайлович
Сергей Михайлович Анисимов  (род. 9 сентября 1951, Ленинград) — советский, российский, польский учёный в области отопления, вентиляции, кондиционирования воздуха. Доктор технических наук, профессор СПбГАСУ, профессор Кошалинского технического университета (Польша), профессор Вроцлавского технологического университета (Польша).  Член диссертационного совета СПбГАСУ, член президиума НП "АВОК Северо-Запад", член (академик) Международной академии МАНЭБ (секция экологии), член докторского совета Нижегородского строительного университета.

## Биография
Родился 9 сентября 1951 года в Ленинграде. После окончания школы поступил в Ленинградский инженерно-строительный институт (ЛИСИ) на кафедру теплогазоснабжения и вентиляции. В 1973 году, окончив его с отличием, работал по распределению инженером в  проектном институте ГПИ-3. В 1976-1978 годах проходил службу в рядах советской армии в звании лейтенанта. После службы продолжил трудиться на кафедре отопления, вентиляции и теплоснабжения в ЛИСИ.

## Профессиональная и научная деятельность
1978-1985 — ассистент кафедры ОВТ, ЛИСИ;
1985-1988 — аспирант кафедры ОВТ, ЛИСИ;
В 1988 году защитил кандидатскую  диссертацию по теме: «Обоснование режимов работы вращающегося осушителя при вентилировании травы в сенохранилищах».
1988-1991 — ассистент кафедры Т и Г, ЛИСИ;
1991-1995 — доцент кафедры ТГС и ОВБ, СПбГАСУ;
1995-1998 — докторант кафедры ТГС и ОВБ, СПбГАСУ;
В 1999 году защитил  докторскую диссертацию по теме: "Исследование  тепломассообмена в аппаратах с пористой насадкой в системах вентиляции и кондиционирования".
С 1999 года является профессором кафедры ТГС и ОВБ, СПбГАСУ;
В 2000 году получил приглашение на работу в Кошалинский Политехнический Университет в Польше, который является крупнейшим высшим учебным заведением в Поморском воеводстве. В 2007 году перешёл во Вроцлавский технологический университет в Польше. Преподаёт в нём по настоящее время.
Регулярно входит в научные комитеты на  различных конференциях. Много трудов посвящено исследованию цикла Майсоценко или M-цикла.

## Семья
Женат. Есть сын, Анисимов Павел Сергеевич-российский шахматист, международный гроссмейстер. Чемпион России среди юношей до 14 лет. Олимпийский чемпион в составе сборной России.
Родной брат по отцу Александр Михайлович Анисимов-известный дирижёр, народный артист Беларуси (2011), Заслуженный деятель искусств РСФСР (1988)

## Статьи
- Кандидатская работа: Анисимов, Сергей Михайлович. Обоснование режимов работы вращающегося осушителя при вентилировании травы в сенохранилищах : Диссертации. — Ленинград, 1988.
- Анисимов С. М., Полушкин В. И., Панделидис Д. ИСПОЛЬЗОВАНИЕ АППАРАТОВ КОСВЕННО-ИСПАРИТЕЛЬНОГО ОХЛАЖДЕНИЯ В СОЛНЕЧНЫХ УСТАНОВКАХ КОНДИЦИОНИРОВАНИЯ ВОЗДУХА // Современные проблемы науки и образования. — 2012. — № 4. — ISSN 2070-7428.
- Anisimov S., Pandelidis D., Maisotsenko V. NUMERICAL ANALYSIS OF HEAT AND MASS TRANSFER PROCESSES THROUGH THE MAISOTSENKO CYCLE (англ.) // 10th International Conference on Heat Transfer, Fluid Mechanics and Thermodynamics 14 – 26 July 2014. — Wroclaw, 2014.
- ZESPOLONE SYSTEMY KLIMATYZACYJNE I ODSALAJĄCE WODĘ MORSKĄ CZ. 1. - STRONA 3 (пол.) // Chłodnictwo i Klimatyzacja.
- Sergey Anisimov, Piotr Kowalski. Matematyczny model procesöw wymiany ciepta i masy w przeciwprqdowym osuszaczu powietrza (пол.) // Ochrona Srodowiska. — 2008. — T. 30, nr 4. — S. 49-51.
- Sergey Anisimov, Demis Pandelidis, Valeriy Maisotsenko. Numerical Study of Heat and Mass Transfer Process in the Maisotsenko Cycle for Indirect Evaporative Air Cooling (англ.) // Heat Transfer Engineering. — 2016. — 28 January (vol. 37). — P. 1455-1465.